# Tucson Gila Monsters
I Tucson Gila Monsters sono stati una squadra di hockey su ghiaccio con sede a Tucson, in Arizona.

## Storia
Nata nel 1997, disputò la West Coast Hockey League 1997-1998, mancando la qualificazione ai play-off.
La squadra fu sciolta dopo aver disputato 21 incontri della successiva stagione.
In entrambe le due stagioni disputate, allenatore fu Martin Raymond, alla prima esperienza in panchina dopo aver smesso di giocare.